# مودو شانيو
```
أوغوز خان
 أو 
متى خان
 أو 
مودو شانيو
 (
(
بالتركية
: 
Mete Han
)
؛ 
(
بالصينية
:
 
冒顿单于
)
)، وأحيانًا يُكتَب 
مودون
 و
ماودون
)، المولود تقريبًا عام 234 قبل الميلاد، هو الإمبراطور الرابع المعروف
 ومؤسس 
إمبراطورية شيونغنو
 بعد أن قتل والده في 209 ق.م. وامتدت سنوات حكمه من عام 209 حتى عام 174 قبل الميلاد. كان قائدًا عسكريًا في عهد والده 
تومان
 (Touman)، وفيما بعد 
شانيو
 (Chanyu) (لقب استخدمه الحكام في آسيا الوسطى) وملك شيونغنو المتركزة في العصر الحديث 
بـمنغوليا
.
[
1
]
```

وبمجرد أن ضمَن العرش، قام بتأسيس إمبراطورية شيونغنو القوية عن طريق توحيده بنجاحٍ لقبائل السهوب المنغولية؛ وبالتالي شكّل تهديدًا وشيكًا على أسرة تشين (Qin Dynasty). وكانت إمبراطورية شيونغنو واحدةً من أكبر الإمبراطوريات في عهده – حيث امتدت الحدود الشرقية إلى نهر لياو، ووصلت الحدود الغربية إلى جبال بامير، بينما وصلت الحدود الشمالية إلى بحيرة بايكال.
وخَلّفه في العرش ابنه لاوشانغ.

## الاسم
يقترح العديد من العلماء أن النطق المعاد تشكيله من نظام الصينية الوسطى لكلمة مودون (mòdùn) (冒頓) هو (/mək-twən/). وقد يمثل جوهريًا نطق الصينية القديمة نطقًا للكلمة الأجنبية (baγtur)، المتعلقة بالكلمة الأسيوية الوسطى (baγatur) (وتعني «بطل»). ويعد أصل الكلمة غير معروف، على الرغم من أن المقطع الأول قد يكون الكلمة الإيرانية (baγ) (بمعنى «الحاكم القوي» أو «اللورد»)، وهو عنصر في العديد من الألقاب الآسيوية الوسطى اللاحقة. وقد لا يكون الأصل الأساسي للكلمة إيرانيًا كما اقترح كلاوسون، الذي يدعي أن اسم/لقب شيونغنو أصلي.

## الأصول والصعود إلى السلطة
تم تسجيل تفاصيل حياته المبكرة فقط في الفصل رقم 110 من شيجي، لكنه، على الرغم من أن هذه التفاصيل مبنية على التاريخ، إلا أنه يبدو أنها تحتوي على[محل شك] بعض العناصر الأسطورية.
ويعتبر مودو أكبر أبناء تومان شانيو، زعيم شيونغنو في ذلك الوقت. ومنذ طفولته كان مودو معروفًا جيدًا بشجاعته وبسالته المدهشة. وهو شجاع للغاية بحيث يمكن اعتباره واحدًا من أكثر الرجال الأبطال في المملكة. ومع ذلك، كانت هناك حسناء تُدعى إيشي (E'shi) وهي الزوجة المفضلة لدى طومان، والتي قرر أن يربي ابنها ليكون خليفته. أرادت زوجة طومان قتل مودو، لذلك تبنّت مكيدة قاسية لقتله بأيدي شخص آخر: أرسله والده إلى يوزهي، وهي قبيلة مختلفة من الشعوب، كرهينة ثم خاض حربًا ضدهم لجعل مودو الضحية. ولحسن الحظ، شعر مودو بشئٍ مريب؛ لذلك تظاهر بأنه مريض للغاية عندما كان ماكثًا في مخيم يوزهي. ثم قام حراسه بإبطاء حراس قبيلة يوزهي. وفي المساء عندما كان طومان يحشد قواته لمهاجمة قبيلة يوزهي، قتَل مودو الحراس وسرق خيول القبيلة الثمينة ثم هرب. ولكي يتجنب ملاحقة قبيلة يوزهي والهجمة المفاجئة التي نفذها والده، تنكر مودو وتمكن من العودة.
وبسبب شجاعته أعطاه والده فيما بعد تومين من الجنود. قاد مودو بصرامة عشرة آلاف رجلٍ، ودربهم بكل قوته كل يوم للمعركة. ووفقًا لكلام سيما كيان ()، كان لدى مودو بعض الأسهم التي تُصدر صفيرًا عند الطيران، كما أنه قام بتدريب رجاله على التصويب على أي شئ تصيبه أسهمه الصفارة. وفي يوم ما أصاب مودو واحدًا من أفضل خيوله، وأعدم أي شخص لم ينجح في فعل ما فعله. ولاحقًا، عندما كان في رحلة صيد مع والده قام برمي سهم من الأسهم التي تصدر صفيرًا على والده، كما فعل جميع رجاله.
كما تم أيضًا إعدام زوجة أبيه والوريث المنافس له. وحصل بعد ذلك على قيادة جميع القبائل التي كان أبوه مسيطرًا عليها، وتم تتويجه كحاكمٍ جديد لشيونغنو. وقام بتدريب كل القبائل على القتال وطاعة أوامره. وكان رجاله يحترمونه، ولم يتحدَ أحد نفوذه. وبعد أن أصبح جيشه مستعدًا للحرب، بدأ مودو فتوحاته.

## صعود إمبراطورية شيونغنو

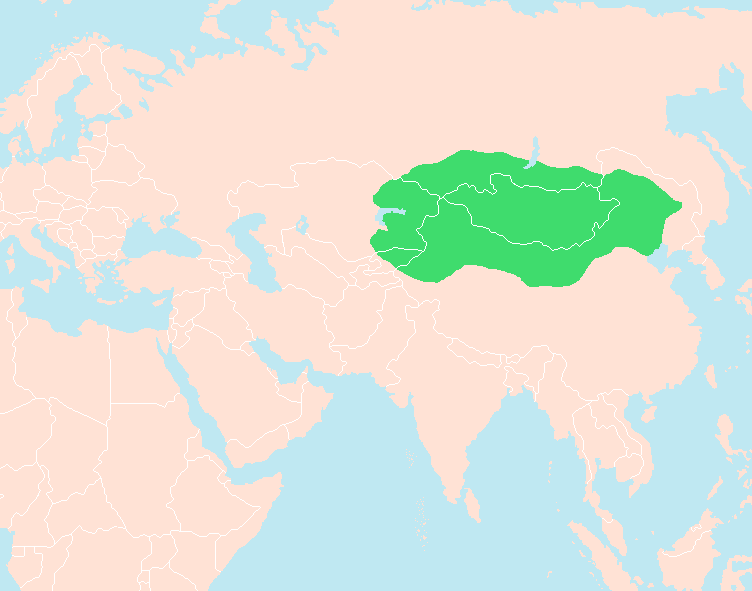
ملكية ونفوذ شيونغنو تحت حكم مودو في بداية فترة توليه للحكم.

قام أولاً بالزحف إلى الدونغو المجاورة للشيونغنو من ناحية الشرق، ثم أخضعهم تحت حكمه عام 208 قبل الميلاد. وبعد حملته على الدونغو (انقسمت الدونغو إلى زيانبي وووهيوان)، هزم الدينغلينج والشعوب الأخرى التي تعيش في شمال منغوليا وأخضع في النهاية شعب الـيوزهي تحت حكمه عام 203 قبل الميلاد. وبعد هذه الفتوحات، استسلم جميع ملوك شيونغنو له.
وبهذه الانتصارات، أصبح مودو قادرًا على نيل السيطرة على الطرق التجارية المهمة، والتي زودت شيونغنو فيما بعد بدخلٍ كبير. خاض مودو لاحقًا حملة لثلاث سنوات مع (عام 200 قبل الميلاد) مملكة هان في الصين، وهزم بشكلٍ حاسم حاكم هان، غاودي، (عن طريق محاصرته بدهاءٍ هو وقواته)، مُجبرًا إياه على دفع جزية مُذِلة سنوية لشيونغنو: عندما قام امبراطور جاو لـمملكة هان بشن هجوم عسكري ضده، (مع أربعين ألف جندي) فقام مودو بإغواء جيش هان وإيقاعه في الفخ ومهاجمة الإمبراطور مع 300,000 جندي من صفوة سلاح الفرسان وأحاط بهم لمدة سبعة أيام في بايدينغ (Baideng). وتم قطع الإمدادات والتعزيزات عن الإمبراطور. تم فك الحصار فقط عندما قام البلاط الملكي لهان بإرسال جواسيس لرشوة زوجة مودو. أسفرت نتائج هذه الحملة عن لجوء أسرة هان في الصين إلى الإستراتيجية المخزية، إستراتيجية «تحالف الزواج» مع شيونغنو للسبعين عامًا التالية.
لم يحاول مودو أبدًا فتح الصين بشكلٍ كامل، بسبب اعتقاده أن أي مملكة أجنبية لا يمكنها أن تحكم دولة عظيمة كهذه لفترةٍ طويلة. وبعد حملته الصينية، أجبر مودو قبيلة يوزهي وووصن كي تصبحا تابعيتن للشيونغنو.
وخلال عهده، تم إخضاع الكثير من الشعوب تحت حكم الشيونغنو. وقام بتوحيدهم جميعًا تحت مظلة إمبراطورية واحدة، جميع القبائل البدوية من الفرسان رماة السهم للسهوب. وبعيدًا عن رعاياه من البدو، جعل مودو أيضًا واحة دول المدن لـحوض تاريم تُقسِم الولاء له. وقد قامت الكثير من الشعوب والدول الآسيوية الوسطى الأخرى باستخدام أنظمته في المجال العسكري والإداري.
وتحت حكمه، قام بشن 26 حملة حربية رئيسية لفتح ست وعشرين مملكة، وأصبح مصدرًا كبيرًا للخوف في جميع أنحاء آسيا، حتى في إمبراطورية هان القوية. كان مودو محاربًا عظيمًا وأستاذًا في التكتيك، ولم يُقهَر تقريبًا في معاركه ضد العديد من الامبراطوريات بما في ذلك مملكة هان.

## الأساطير اللاحقة
يشير كريستوفر آي بيكويث (Christopher I. Beckwith) إلى أن قصة مودو الشاب تشبه فئة واسعة الانتشار من الحكايات الفلكلورية التي يكون فيها البطل منبوذًا، ويذهب إلى السعي، ويثبت جدارته، ويكسب مجموعة من الرفقاء الجديرين بالثقة، ويعود إلى بلده الأم، ويقتل شخصية قوية، ثم يصبح ملكًا.
أصبح اسم ماودون مرتبطًا بـأوغوز كاغان الجد الأعلى الملحمي للشعب التركي. ويرجع السبب في ذلك إلى التشابه اللافت للنظر في السيرة الذاتية لأوغوز كاغان في المخطوطات التركية - الفارسية (رشيد الدين، وهونديمير، وأبو الغازي) مع السيرة الذاتية لماودون في المصادر الصينية (الخلاف بين الأب والابن ومقتل الأول، اتجاه وتعاقب الفتوحات، وما إلى ذلك.)، والتي لاحظها لأول مرة إنيا بيتشورين (جمع من المعلومات، صفحات. 56–57)".
وهناك اقتراح آخر يربطها مع اسم القبيلة الملكية المجرية (Mad'ar) لـ المجريين (匈牙利) ومع الأشخاص بعيدي القرابة من الماتوريين، المنقرضين حاليًا. وارتبط اسمه مع دولو المعروفة من النوميناليا من الخانات البلغارية وهذا، في شكل *Duh-klah توكي، مع العشيرة الهنغارية/المجرية جيولا (D'ula). ومن المقترح أن اسمه، سواء بيكستون أو بيزتور، ظهر في علم الأنساب كسلفٍ لـأتيلا الهوني.

## الحواشي
1. ↑  Bambooweb Dictionary: Huns نسخة محفوظة 26 سبتمبر 2011 على موقع واي باك مشين.
2. ↑  Batur Tengriqut نسخة محفوظة 26 مارس 2020 على موقع واي باك مشين.
3. 1 2 3  Beckwith (2009), p. 387, n. 8.
4. ↑  Clauson, Gerard: An etymological dictionary of pre-thirteenth-century Turkish, Clarendon Press (Oxford), 1972. Entry: Bagatur
5. ↑  Watson (1993), pp. 134–136.
6. ↑  Beckwith (2009), p. 388, n. 11.
7. ↑  Christopher I. Beckwith, Empires of the Silk Road,2009, Chapter One
8. ↑  Bichurin N.Ya., "Collection of information on peoples in Central Asia in ancient times", vol. 1, Sankt Petersburg, 1851, pp. 56–57
9. ↑  Taskin V.S., "Materials on history of Sünnu", transl., 1968, Vol. 1, p. 129
10. ↑  E. Helismki – Die Matorische Sprache, 1997, Studia Uralo-Altaica 41, pg. 64.
11. ↑  O. Pritsak: Die bulgarische Fürstenliste und die Sprache der Proto-Bulgaren, Wiesbaden, 1955.
12. ↑  O. Pritsak, 1955.

## وصلات خارجية
- Baidu Entry on Batur Tengriqut
- All Empires: The Xiongnu Empire
- The Xiongnu – China Knowledge site